# Waterford (Ohio)
Waterford é um lugar designado pelo censo localizado no condado de Washington no estado estadounidense de Ohio. No Censo de 2010 tinha uma população de 450 habitantes e uma densidade populacional de 332,85 pessoas por km².

## Geografia
Waterford encontra-se localizado nas coordenadas 39° 32′ 19″ N, 81° 38′ 39″ O. Segundo o Departamento do Censo dos Estados Unidos, Waterford tem uma superfície total de 1.35 km², da qual 1.22 km² correspondem a terra firme e (9.77%) 0.13 km² é água.

## Demografia
Segundo o censo de 2010, tinha 450 pessoas residindo em Waterford. A densidade populacional era de 332,85 hab./km². Dos 450 habitantes, Waterford estava composto pelo 98.67% brancos, 0% eram afroamericanos, 0.22% eram amerindios, 0% eram asiáticos, 0% eram insulares do Pacífico, 0% eram de outras raças e o 1.11% pertenciam a duas ou mais raças. Do total da população 0.44% eram hispanos ou latinos de qualquer raça.